# Ourisia glandulosa
Ourisia glandulosa är en grobladsväxtart som beskrevs av Joseph Dalton Hooker. Ourisia glandulosa ingår i släktet Ourisia och familjen grobladsväxter. Inga underarter finns listade i Catalogue of Life.